# Graciarena
Graciarena es una localidad del partido de Salliqueló, al oeste de la provincia de Buenos Aires, Argentina.

## Ubicación
Graciarena se encuentra a 11 km de Quenumá, a 22 km de Salliqueló, a 99 km de Santa Rosa y a 488 km de Buenos Aires.

## Toponimia
Graciarena lleva su nombre por Juan Agustín Graciarena, donante de las tierras donde se construyó la estación ferroviaria homónima.

## Población
Durante los censos nacionales del INDEC de 2001 y 2010 fue considerada como población rural dispersa.

## Acceso
La única manera de acceder a Graciarena es mediante un camino que se desprende de la RP 85. Además cuenta con su estación ferroviaria la cual no presta servicios de pasajeros y sus vías se encuentran sin uso alguno.